# Cmentarz żydowski w Żerkowie
Cmentarz żydowski w Żerkowie – kirkut został założony w XIX wieku. W latach 1940–1941 - z polecenia hitlerowców kirkut został rozebrany, a kamienie z macew zostały zużyte jako materiał budowlany. Dziś nie ma śladu po nekropolii.